# 斯洛伐克裔美国人
斯洛伐克裔美国人（英語：Slovak American）是指具有斯洛伐克血统的美国人，1990年美国人口普查显示，斯洛伐克裔美国人是美国的第三大斯拉夫人族群，目前有大约790000人的斯洛伐克裔人生活在美国。

## 人口分布
大多数斯洛伐克人喜欢居住在城市里，因为城市比乡村更加交通方便快捷、资讯流通速度快、经济发达，因此他们都移民到美国各大城市，特别对那些廉价劳动力行业进行全面扩张，并且他们不畏劳苦。出于这个原因，大多数斯洛伐克人定居在美国的东部，而宾夕法尼亚州占据了全美一半的斯洛伐克人，尤其是矿藏丰富的宾夕法尼亚州西部城市；斯洛伐克人迁移的其他重要领域是俄亥俄州、新泽西州、纽约州和伊利诺斯州。大多数斯洛伐克人定居的地方已经有斯洛伐克人居住。事实上，1908年和1910年之间，斯洛伐克人的定居点住的家人和朋友的百分比已经很高，达到98.4%。